# Teoria celulară
Teoria celulară
- toate organismele vii sunt alcătuite din una sau mai multe celule;
- celula este unitatea funcțională, structurală și genetică a materiei vii;
- fiecare celulă provine din altă celulă vie prin procese de diviziune;
- pot arăta reacții de adaptare față de schimbările condițiilor externe și interne.

Toate acestea constituie "teoria celulară", acestea având trei principii:
1. Celula este unitatea de bază, structurală și funcțională a tuturor organismelor vii.
2. Toate organismele vii sunt alcătuite din una sau mai multe celule.
3. O celulă provine din altă celulă prin procesul de diviziune.

Începând cu sec.XIX, conținutul celulei a primit denumirea de "protoplasmă".
Protoplasma este un material fluid în care se desfășoară procesele vitale.
Aceasta a dat viață tuturor organismelor vii de pe Pământ.